# Алонсо, Кристела
Кристела Алонсо (англ. Cristela Alonzo; род. 6 января 1979) — американская актриса, стенд-ап комик, телесценаристка и телепродюсер, известная как создатель и исполнитель ведущей роли в ситкоме «Кристела».

## Жизнь и карьера
Алонсо родилась и выросла в Сан-Хуане, штат Техас, где окончила среднюю школу. Младшая из четырёх детей в семье. В 2006 году она начала свою карьеру стенд-ап комика, появляясь в различных телешоу.
В 2013 году, не имея за плечами актёрского опыта, Алонсо продала сценарий мультикамерного полуавтобиографического ситкома «Кристела» для ABC . В начале 2014 года, когда начался пилотный сезон, канал не дал сценарию зелёный свет на производство. Тем не менее 26 февраля было объявлено, что канал дал проекту так называемое «доказательство концепции» и съемки не полноценного пилота, а лишь презентации. Съемки проходили в декорациях ситкома «Последний настоящий мужчина» после двух дней репетиций, однако этого хватило, чтобы проект Алонсо смог получить сильные показатели у фокус-групп, побеждая такие крупные пилоты как «Уинклеры» с Генри Уинклером и Джудит Лайт и шоу Кевина Харта. 8 мая 2014 года, ABC заказал съемки первого сезона сериала для трансляции в телесезоне 2014-15 годов. Шоу дебютировало 10 октября 2014 года с положительными отзывами от критиков для игры Алонсо.
В январе 2017 года объявили, что Алонсо озвучила Крус Рамирес в анимационном фильме Disney-Pixar «Тачки 3».